# Xã Penn, Quận Butler, Pennsylvania
Xã Penn (tiếng Anh: Penn Township) là một xã thuộc quận Butler, tiểu bang Pennsylvania, Hoa Kỳ. Năm 2010, dân số của xã này là 5.071 người.